# かりんとう (お笑いコンビ)
かりんとうは、吉本興業大阪本部所属のお笑いコンビ。2003年結成、2024年解散。NSC大阪校25期と同期扱い。
2014年3月31日に一度解散するも、2016年10月21日に再結成。その際にカタカナ表記の「カリントウ」に改名したが、2021年3月に元のひらがな表記に戻している。2017年より大阪市此花区住みます芸人として活動。2024年6月24日に再び解散を発表。

## メンバー
※共に兵庫県神戸市出身。
- かわばたくん（1982年7月17日（43歳） - ）

本名及び旧芸名、川畑 雅秀（かわばた まさひで）。
ボケ担当。立ち位置は左。血液型B型。170cm、61kg。
服のリメイクが趣味で、『MASA』という独自のブランドを持っている。
かなりの天然である。
大炎上base大晦日朝までナマSP!!にて、2008年12月に結婚していたことを明かされる。
姉はピン芸人・あかつの妻。
解散後はピン芸人・かわばたくんとして活動。2015年3月30日に兵庫県住みます芸人を卒業した際、離婚していたことも発表。その後2019年に、同じ吉本興業所属の芸人でキャンプ系YouTuberのグッピーこずえと再婚した。
神港学園高等学校の野球部出身。
- 宮本 昌彦（みやもと まさひこ、1982年8月19日（42歳） - ）

ツッコミ担当。立ち位置は右。血液型O型。170cm、63kg。
書道八段の腕前を持つ。
高校卒業後はエアロビクスのインストラクターになるための専門学校に通っていた。
宅配のアルバイトをしている。
結婚して、子供がいる。
解散後はピン芸人・みんなといっしょとしての活動を経て、ピン芸人・斉藤紳士とのコンビ「ジャムファミリア」を結成。2016年8月27日に解散。

## 来歴
かつては「スイミー船」というコンビで活動しており、その時は、川畑がツッコミで宮本がボケだった。2008年6月に「かりんとう」に改名後、現在の役割になる。
M-1グランプリ2009では3回戦へ進出し、キングオブコント2009では準決勝へと進出。
2011年より、「あなたの街に住みますプロジェクト」で「地元に住みます芸人」として、兵庫県で暮らした。解散後は川畑のみ住みます芸人を2015年3月30日まで継続。
2012年いっぱいで5upよしもと（現：よしもと漫才劇場）を卒業。
2014年3月31日付けで一度解散。その後、2016年10月21日にコンビ名を「カリントウ」に改名し、再結成。2017年、大阪市此花区住みます芸人に就任。宮本が引退して安定した職に就くことを希望したため、2024年6月24日に再解散を発表。

## 出囃子
FUNKY MONKEY BABYS　｢oh my lady｣

## 単独ライブ
2009年
- 1月31日 - 「水たまりを飛び越えて」（baseよしもと/大阪）
- 2月27日 - 「かりんトーク」（baseよしもと/大阪）
- 4月11日 - 「ほっぺサクラ色」（baseよしもと/大阪）
- 5月2日 - 「カリっとカリっとカリカリんとう!!VOL.1」（baseよしもと/大阪）
- 5月31日 - 「カリっとカリっとカリカリんとう!!VOL.2」（baseよしもと/大阪）
- 6月26日 - 「カリっとカリっとカリカリんとう!!VOL.3」（baseよしもと/大阪）
- 7月17日 - 「かりんとう計画」（baseよしもと/大阪）
- 8月7日 - 「カリっとカリっとカリカリんとう!!VOL.4」（baseよしもと/大阪）
- 8月30日 - 「カリっとカリっとカリカリんとう!!VOL.5」（baseよしもと/大阪）
- 9月4日 - 「かりんトーク」（baseよしもと/大阪）
- 9月25日 - 「カリっとカリっとカリカリんとう!!VOL.6」（baseよしもと/大阪）

## 出演
- 鉄筋base（関西テレビ）
- 炎上base（関西テレビ）
- 新春ホワイトカーペット（フジテレビ）キャッチコピーは「笑いのお供に」
- 爆笑オンエアバトル（NHK）戦績0勝1敗 最高245KB
- オンバト+（NHK）戦績1勝0敗 最高497KB
- ロケみつ〜ロケ×ロケ×ロケ〜（毎日放送、2009年10月8日- 2009年10月22日・2010年1月28日 - 2010年2月25日）「デリバリー将棋 頂上決戦ブログ旅」「やぁやぁ我こそは冬将軍なり 続・デリバリー将棋 頂上決戦ブログ旅」、川畑のみ
- オールザッツ漫才（毎日放送）
- マヨブラ流（読売テレビ）
- 千鳥のぼっけぇTV!（GAORA）
- 銀シャリのbaseベイベー（GAORA）
- 真夜中パンチィ（毎日放送、2011年4月15日 - 2011年4月29日）金曜レギュラー